# 小泉文夫
小泉 文夫（こいずみ ふみお、1927年〈昭和2年〉4月4日 - 1983年〈昭和58年〉8月20日）は、日本の民族音楽学者。

## 生涯
東京府荏原区神明町（後の品川区二葉町）出身。東京府立第四中学校（現・東京都立戸山高等学校）で音楽教師だった安部幸明と出会う。一高時代に音楽班に入り、岡見温彦にヴァイオリンを、高田三郎に合唱の指導を受ける。山形県上山温泉で陸軍軍医学校に勤労動員中に敗戦を迎え、戦後は教会で讃美歌を楽しむ。20歳のときに洗礼を受け、宗教音楽研究会に通う。
東京大学文学部美学科へ入学。在学中に吉川英史の講義で地歌「ままの川」の実演を聴いて日本音楽学に関心を持った。卒業後は、東京大学大学院人文科学研究科美学専攻課程に籍を置きながらNHK交響楽団機関誌『フィルハーモニー』の編集委員や、NHKラジオ「婦人の時間」で民族音楽の解説を担当する。嘱託を経て平凡社に入社。邦楽や東南アジアや中近東、アフリカ音楽に興味をもち、日本の伝統音楽の研究や文化放送「世界の民謡」の放送を担当した。
1957年（昭和32年）～1959年にインドに留学しインドの古典音楽や民族音楽の調査を行い、1959年（昭和34年）から東京芸術大学の教員となり、1960年東京芸術大学講師、1964年助教授、日本をはじめとして世界中の民族音楽の調査や研究に従事する。その傍ら、NHK-FMの「世界の民俗音楽（後の「世界の民族音楽」）」の番組の担当や、NET（現テレビ朝日）の「世界の音楽」などにも出演するようになった。
1967年～68年アメリカウェスレヤン大学客員準教授、71年客員教授。
1975年（昭和50年）の東京芸術大学教授に就任後も、世界でのフィールドワークを多数行い、1977年（昭和52年）には民主音楽協会によるコンサート「シルクロード音楽の旅」シリーズの制作のためシルクロード音楽調査団として現地調査を行った。1980年（昭和55年）、『民族音楽研究ノート』を中心とした業績でサントリー学芸賞を受賞。
しかし多忙により癌の発見治療が遅れ、1983年8月20日、肝不全のため56歳で没した。美智子皇太子妃(当時)や女優の吉永小百合をはじめ多くの著名人にもファンがおり、小泉のその早い死を惜しんだという。小泉の没後、遺族より東京芸術大学に音楽資料が寄贈された。それらを活用すべく1985年（昭和60年）音楽学部に小泉文夫記念資料室が開設された。
2017年、民音音楽博物館西日本館において「小泉文夫とシルクロードの音楽展」が開催され、関連企画として、文化講演会「小泉文夫が遺したもの」が開かれた (講師：東海大学名誉教授 小柴はるみ)。

## 業績
小泉は西洋芸術音楽や欧米ポピュラー音楽中心であった日本の音楽界において民族音楽の地位を向上させ、およそ30年もの間、テレビやラジオを通じて多くの人に民族音楽の紹介や啓蒙を行なった。小泉の没後にキングレコードで、小泉の監修によるCD『世界民族音楽集』が出されている。2002年（平成14年）に＜CD71枚組・732曲＞で同社で『小泉文夫の遺産～民族音楽の礎』が、また1995年（平成7年）にコロムビアより『アジアの響き　小泉文夫記念音楽会ライブ』が出された。

## 家族
妻は声楽家の加古三枝子（1916 - 2002）で、20歳のときに出会って学生結婚をした。小泉より11歳年上だったため周囲の反対を押し切って結婚した。加古は小泉の死後もその思い出を書いている。

## 出演番組
- 音楽の世界（NHK教育）
- 世界の民俗音楽→世界の民族音楽（NHK-FM）

## 著書

### 単著
- 『日本伝統音楽の研究』音楽之友社、1958年5月。 NCID BN0218042X。全国書誌番号:58008131。
- 『おたまじゃくし無用論 音楽が好きになる本』いんなあとりっぷ〈インナーブックス〉、1973年5月。 NCID BN06532187。全国書誌番号:75046167。
  - 『おたまじゃくし無用論』青土社、1980年8月。 NCID BN01071600。全国書誌番号:81020624。
- 『世界の民族音楽探訪 インドからヨーロッパへ』実業之日本社〈有楽選書〉、1976年5月。 NCID BN05197564。全国書誌番号:75048572。
- 『音楽の根源にあるもの』青土社、1977年12月。 NCID BN0029916X。全国書誌番号:78016709。
  - 『音楽の根源にあるもの』平凡社〈平凡社ライブラリー〉、1994年6月。ISBN 9784582760576。 NCID BN10877003。全国書誌番号:94067385。
- 『空想音楽大学』青土社、1978年9月。 NCID BN01078202。全国書誌番号:79010537。
- 『日本の音 世界のなかの日本音楽』青土社、1978年7月。 NCID BN01079726。全国書誌番号:79010538。
  - 『日本の音 世界のなかの日本音楽』平凡社〈平凡社ライブラリー〉、1994年9月。ISBN 9784582760712。 NCID BN11272529。全国書誌番号:95024950。
- 『エスキモーの歌 民族音楽紀行』青土社、1978年7月。 NCID BN01078290。全国書誌番号:80010628。
- 『民族音楽研究ノート』青土社、1979年3月。 NCID BN00304951。全国書誌番号:80010629。
- 『歌・時代・日本人 変、不変の複眼的考察』講談社、1981年10月。 NCID BN07179097。全国書誌番号:82004332。
- 『民族音楽 アジアの隣人たちの音楽を中心にして』旺文社〈ラジオ大学講座〉、1982年8月。 NCID BN06997420。全国書誌番号:83036825。
- 『呼吸する民族音楽』青土社、1983年5月。 NCID BN01078235。全国書誌番号:84032526。
- 『歌謡曲の構造』冬樹社、1984年5月。 NCID BN02996630。全国書誌番号:84041208。
  - 『歌謡曲の構造』平凡社〈平凡社ライブラリー〉、1996年10月。ISBN 9784582761658。 NCID BN15138743。全国書誌番号:97026666。
- 『日本伝統音楽の研究』 1（民謡研究の方法と音階の基本構造）、音楽之友社、1984年2月。ISBN 9784276133105。 NCID BN06994819。全国書誌番号:85005768。
- 小島美子、小柴はるみ 編『日本伝統音楽の研究』 2（リズム）、音楽之友社、1984年8月。ISBN 9784276133112。 NCID BN02621693。全国書誌番号:85002057。
- 『フィールドワーク 人はなぜ歌をうたうか』冬樹社、1984年10月。 NCID BN0300865X。全国書誌番号:85013310。
  - 『小泉文夫フィールドワーク 人はなぜ歌をうたうか』（新装版）冬樹社、1990年10月。ISBN 9784809215056。 NCID BN05636212。全国書誌番号:91005879。
  - 『小泉文夫フィールドワーク 人はなぜ歌をうたうか』冬樹社、1990年10月。ISBN 9784809215056。 NCID BN05636212。全国書誌番号:91005879。
- 『小泉文夫民族音楽の世界』日本放送出版協会、1985年7月。ISBN 9784140084458。 NCID BN00602676。全国書誌番号:85061688。
- 『子どもの遊びとうた わらべうたは生きている』草思社、1986年7月。 NCID BN01588854。全国書誌番号:86060749。
- 『合本 日本伝統音楽の研究』音楽之友社、2009年6月。ISBN 9784276133129。 NCID BA90112388。全国書誌番号:21644992。

### 共著
- 團伊玖磨、小泉文夫『日本音楽の再発見』講談社〈講談社現代新書〉、1976年10月。ISBN 9784061158627。 NCID BN03742591。全国書誌番号:75045326。
  - 團伊玖磨、小泉文夫『日本音楽の再発見』平凡社〈平凡社ライブラリー〉、2001年11月。ISBN 9784582764130。 NCID BA54260075。全国書誌番号:20229988。
- 小泉文夫、阿久悠、鶴見俊輔、多田道太郎、佐藤誠三郎、山本真純、井上ひさし、富岡多恵子、宮川泰『歌は世につれ シンポジウム：今日の大衆と音楽』講談社、1978年8月。 NCID BN04927027。全国書誌番号:78026699。
- 小泉文夫、阿久悠、一柳慧、宮川泰『技術の時代と歌文化』講談社、1983年3月。ISBN 9784062003995。 NCID BN0547194X。全国書誌番号:83029237。
- 『対談集 音のなかの文化』青土社、1983年12月。 NCID BN01071666。全国書誌番号:84032522。
- 小泉文夫、真鍋新三、岡田晃、佐藤修、石川弘義、遠藤実、嵐山光三郎、牧山圭三、山田洋次『ヒット曲、ヒット歌手をつくる』講談社、1984年3月。ISBN 9784062008327。 NCID BN05485263。全国書誌番号:84034960。

### 編集
- 『わらべうたの研究 共同研究の方法論と東京のわらべうたの調査報告』わらべうたの研究刊行会、1969年9月。 NCID BN00496193。全国書誌番号:75042894。

### 共編
- 小泉文夫、星旭、山口修 責任編集『日本音楽とその周辺 吉川英史先生還暦記念論文集』音楽之友社、1973年3月。NCID BN03352087。全国書誌番号:75041825。

### 翻訳
- ラヴィ・シャンカル『ラビ・シャンカル わが人生わが音楽』音楽之友社、1972年8月。 NCID BN05280930。全国書誌番号:75040991。
  - ラヴィ・シャンカル『ラビ・シャンカル わが人生、わが音楽』河出書房新社、2013年9月。ISBN 9784309274430。 NCID BN05280930。全国書誌番号:22304223。

### 監修
- 『日本のわらべうた』日本ビクター〈ビクターミュージックブック SB-8502〉、1967年12月。 NCID BB13577056。全国書誌番号:22373782。

### 著作選集
- 『人はなぜ歌をうたうか 小泉文夫フィールドワーク』学習研究社〈小泉文夫著作選集 1〉、2003年7月。ISBN 9784054020733。 NCID BA62786066。全国書誌番号:20424715。
- 『呼吸する民族音楽』学習研究社〈小泉文夫著作選集 2〉、2003年8月。ISBN 9784054020740。 NCID BA6308681X。全国書誌番号:20492376。
- 『民族音楽紀行 エスキモーの歌』学習研究社〈小泉文夫著作選集 3〉、2003年9月。ISBN 9784054020757。 NCID BA63319510。全国書誌番号:20496373。
- 『空想音楽大学』学習研究社〈小泉文夫著作選集 4〉、2003年9月。ISBN 9784054020764。 NCID BA63662808。全国書誌番号:20507638。
- 『音のなかの文化 対談集』学習研究社〈小泉文夫著作選集 5〉、2003年11月。ISBN 9784054020771。 NCID BA64185624。全国書誌番号:20495906。

### 記念論集
- 〔小泉文夫先生追悼論文集〕編集委員会 編『諸民族の音 小泉文夫先生追悼論文集』音楽之友社、1986年7月。ISBN 9784276135406。 NCID BN00580653。全国書誌番号:86048077。

## CD
- 小泉文夫 没後20周年 メモリアル企画 小泉文夫の遺産~民族音楽の礎~ -CD70枚、DVD5枚の小泉のフィールド・ワークの集大成。
  - CD収録
    - 黒人教会の音楽
    - イヌイットの歌
    - 西アフリカの音楽
    - トルコの音楽
    - 農村ジプシー（ロマ）の音楽
    - バリ島のバロンダンス
    - ジャワのガムラン音楽
    - イラクの音楽
    - 台湾の音楽
    - ビルマの民族楽器
    - ビルマの竪琴
    - ジャワの民俗芸能
    - 北米先住民の歌
    - ブルガリアの音楽
    - 東アフリカの音楽
    - エチオピアの音楽
    - イランの古典音楽
    - ベンガルのバウル
    - 台湾先住民の音楽
    - バリ島のケチャ
    - 八重山の民謡
    - タイの音楽
    - 北インドの伝統音楽
    - 南インドの音楽
    - トルコの民俗音楽
    - ギリシアの民俗音楽
    - ネパールの古典音楽
    - カラコルム山地の音楽
    - 日本音楽の源流を訪ねて　タイI、II、日本I
    - 日本音楽の源流を訪ねて　マレーシア、日本II
    - 日本音楽の源流を訪ねて　インドネシアI、II、日本III
    - 日本音楽の源流を訪ねて　フィリッピン、日本・
    - 日本音楽の源流を訪ねて　アジアのうた
    - 日本音楽の源流を訪ねて　イランI、II
    - 日本音楽の源流を訪ねて　モンゴル、日本
    - ナイルのうた　民衆の生活のうた
    - ナイルのうた　半職業人の器楽と語り物
    - ナイルのうた　コプトの宗教音楽
    - ナイルのうた　イスラムの宗教音楽
    - ナイルのうた　アラブの古典音楽
    - ナイルのうた　アラブ連合の近代音楽
    - 遥かなる詩　シルクロード　A）モンゴル、ネパール、ウズベク
    - 遥かなる詩　シルクロード　B）パキスタン、インド
    - シルクロード音楽の旅1（遥かなる歌の道）　A）中国音楽（漢民族と蒙古族）
    - シルクロード音楽の旅1（遥かなる歌の道）　B）ウイグル民謡とベンガル民謡
    - シルクロード音楽の旅1（遥かなる歌の道）　C）バグダードのアラビア音楽
    - シルクロード音楽の旅2（遥かなる楽人達の道）　A）ルーマニアの音楽（ナイと民謡）
    - シルクロード音楽の旅2（遥かなる楽人達の道）　B）中国の琵琶（何樹鳳の芸術）
    - シルクロード音楽の旅2（遥かなる楽人達の道）　C）中国の音楽（シルクロードの楽器）
    - シルクロード音楽の旅2（遥かなる楽人達の道）　D）パキスタンの音楽（カシミールのルバーブ）
    - シルクロード音楽の旅2（遥かなる楽人達の道）　E）イラクの音楽（ウードと歌）
    - シルクロード音楽の旅3　A）東西アジアの音楽
    - シルクロード音楽の旅3　B）インドのカタック・ダンス
    - 遠き旅人達の歌とロマン　A）トルコの民俗楽器
    - 遠き旅人達の歌とロマン　B）トルコの民謡 / 文化講座1~15

- - DVD収録
    - シルクロード音楽の旅1
    - シルクロード音楽の旅2
    - シルクロード音楽の旅3
    - シルクロード音楽の旅4
    - 竹の響き

## 追悼文
- 人生を馳けぬけて 回想の小泉文夫 加古三枝子 音楽之友社 1985
- 諸民族の音 小泉文夫先生追悼論文集編集委員会 音楽之友社 1986